# Campionati mondiali di sci alpino 1962
I Campionati mondiali di sci alpino 1962, 17ª edizione della manifestazione organizzata dalla Federazione internazionale sci, si svolsero in Francia, a Chamonix, dal 10 al 18 febbraio. Il programma incluse gare di discesa libera, slalom gigante, slalom speciale e combinata, sia maschili sia femminili.

## Organizzazione e impianti

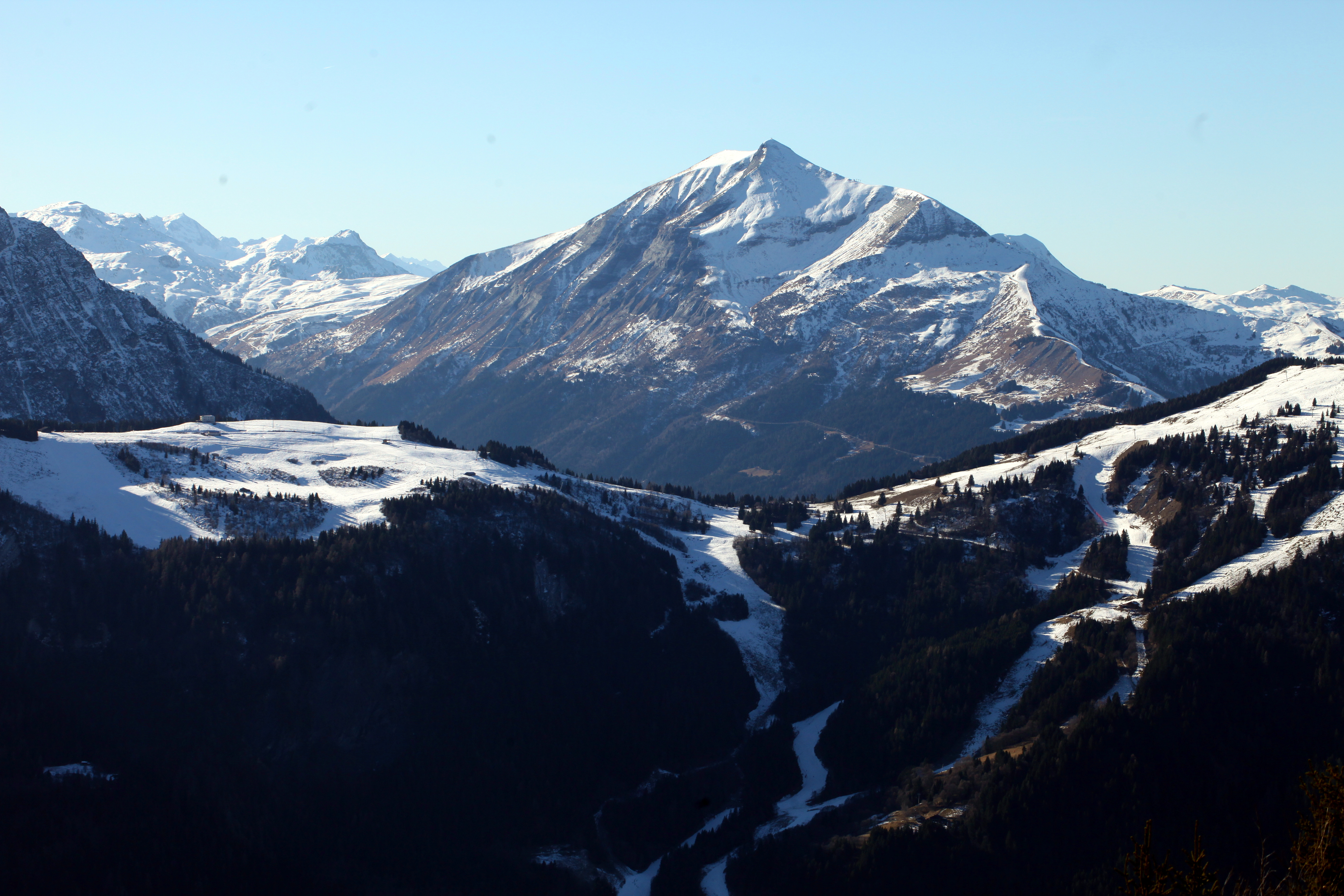
Le piste sciistiche di Chamonix: in primo piano il Col de Voza e il Monte Joly sullo sfondo, con La Verte des Houches sulla destra

Le gare si disputarono sulle piste Chemin de Mont, La Verte des Houches, Le Mont (Argentière) e Piste Rouge (Col de Voza).

## Risultati

### Uomini

#### Discesa libera
| Pos. | Atleta           | Nazione        | Tempo   |
| ---- | ---------------- | -------------- | ------- |
| 1    | Karl Schranz     | Austria        | 2:24,33 |
| 2    | Émile Viollat    | Francia        | 2:25,14 |
| 3    | Egon Zimmermann  | Austria        | 2:25,13 |
| 4    | Willi Forrer     | Svizzera       | 2:25,62 |
| 5    | Gerhard Nenning  | Austria        | 2:25,96 |
| 6    | Guy Périllat     | Francia        | 2:26,46 |
| 7    | Wolfgang Bartels | Germania Ovest | 2:26,62 |
| 8    | Buddy Werner     | Stati Uniti    | 2:26,67 |
| 9    | Adrien Duvillard | Francia        | 2:27,75 |
| 10   | Hias Leitner     | Austria        | 2:28,12 |

Data: 18 febbraio

Ore: 11.00 (UTC+1)

Pista: La Verte des Houches

Partenza: 1 871 m s.l.m.

Arrivo: 1 001 m s.l.m.

Lunghezza: 3 270 m

Dislivello: 900 m

Porte: 

Tracciatore: 

#### Slalom gigante
| Pos. | Atleta           | Nazione        | Tempo   |
| ---- | ---------------- | -------------- | ------- |
| 1    | Egon Zimmermann  | Austria        | 1:38,97 |
| 2    | Karl Schranz     | Austria        | 1:39,12 |
| 3    | Martin Burger    | Austria        | 1:39,42 |
| 4    | Adrien Duvillard | Francia        | 1:39,69 |
| 5    | Buddy Werner     | Stati Uniti    | 1:40,13 |
| 6    | Carlo Senoner    | Italia         | 1:40,25 |
| 7    | Léo Lacroix      | Francia        | 1:40,66 |
| 8    | Gerhard Nenning  | Austria        | 1:41,24 |
| 9    | Felice De Nicolò | Italia         | 1:42,25 |
| 10   | Ludwig Leitner   | Germania Ovest | 1:42,53 |

Data: 15 febbraio

Ore: (UTC+1)

Pista: 

Partenza: 1 500 m s.l.m.

Arrivo: 

Lunghezza: 2 200 m

Dislivello: 470 m

Porte: 49

Tracciatore: Louis Ravanel (Francia)

#### Slalom speciale
| Pos. | Atleta          | Nazione        | Tempo   |
| ---- | --------------- | -------------- | ------- |
| 1    | Charles Bozon   | Francia        | 2:21,67 |
| 2    | Guy Périllat    | Francia        | 2:23,07 |
| 3    | Gerhard Nenning | Austria        | 2:24,20 |
| 4    | Karl Schranz    | Austria        | 2:24,23 |
| 5    | Ludwig Leitner  | Germania Ovest | 2:25,36 |
| 6    | Ernst Falch     | Austria        | 2:26,17 |
| 7    | Carlo Senoner   | Italia         | 2:28,00 |
| 8    | Billy Kidd      | Stati Uniti    | 2:29,27 |
| 9    | Willy Bogner    | Germania Ovest | 2:30,77 |
| 10   | Raimo Manninen  | Finlandia      | 2:30,86 |

Data: 12 febbraio

Pista: Le Mont

Lunghezza: 562 m

Dislivello: 220 m

1ª manche:

Ore: 10.30 (UTC+1)

Porte: 74

Tracciatore: Fritz Huber (Austria)

2ª manche:

Ore: 13.30 (UTC+1)

Porte: 69

Tracciatore: James Couttet (Francia)

#### Combinata
| Pos. | Atleta             | Nazione        | Punti  |
| ---- | ------------------ | -------------- | ------ |
| 1    | Karl Schranz       | Austria        | 11,04  |
| 2    | Gerhard Nenning    | Austria        | 33,21  |
| 3    | Ludwig Leitner     | Germania Ovest | 64,70  |
| 4    | Carlo Senoner      | Italia         | 78,55  |
| 5    | Jimmy Heuga        | Stati Uniti    | 108,15 |
| 6    | Willy Bogner       | Germania Ovest | 143,70 |
| 7    | Arild Holm         | Norvegia       | 162,59 |
| 8    | Verne Anderson     | Canada         | 166,28 |
| 9    | Olle Rolén         | Svezia         | 172,62 |
| 10   | Yoshiharu Fukuhara | Giappone       | 177,86 |

Data: 12-18 febbraio

Classifica stilata attraverso i piazzamenti
ottenuti in discesa libera, slalom gigante e slalom speciale

### Donne

#### Discesa libera
| Pos. | Atleta                     | Nazione        | Tempo   |
| ---- | -------------------------- | -------------- | ------- |
| 1    | Christl Haas               | Austria        | 2:09,08 |
| 2    | Pia Riva                   | Italia         | 2:12,31 |
| 3    | Barbara Ferries            | Stati Uniti    | 2:13,76 |
| 4    | Barbara Henneberger        | Germania Ovest | 2:13,86 |
| 5    | Nancy Greene               | Canada         | 2:14,00 |
| 6    | Patricia du Roy de Blicquy | Belgio         | 2:14,16 |
| 7    | Madeleine Bochatay         | Francia        | 2:14,66 |
| 8    | Traudl Hecher              | Austria        | 2:14,90 |
| 9    | Jean Saubert               | Stati Uniti    | 2:15,07 |
| 10   | Erika Netzer               | Austria        | 2:15,39 |

Data: 17 febbraio

Ore: 13.00 (UTC+1)

Pista: Piste Rouge

Partenza: 2 500 m s.l.m.

Arrivo: 

Lunghezza: 2 500 m

Dislivello: 500 m

Porte: 16

Tracciatore: 

#### Slalom gigante
| Pos. | Atleta              | Nazione     | Tempo   |
| ---- | ------------------- | ----------- | ------- |
| 1    | Marianne Jahn       | Austria     | 1:41,53 |
| 2    | Erika Netzer        | Austria     | 1:41,60 |
| 3    | Joan Hannah         | Stati Uniti | 1:41,72 |
| 4    | Marielle Goitschel  | Francia     | 1:41,88 |
| 5    | Barbara Ferries     | Stati Uniti | 1:42,10 |
| 6    | Jean Saubert        | Stati Uniti | 1:42,20 |
| 7    | Liselotte Michel    | Svizzera    | 1:42,92 |
| 8    | Christine Goitschel | Francia     | 1:43,15 |
| 9    | Traudl Hecher       | Austria     | 1:43,23 |
| 10   | Madeleine Bochatay  | Francia     | 1:44,11 |

Data: 11 febbraio

Ore: (UTC+1)

Pista: Chemin de Mont

Partenza: 

Arrivo: 

Lunghezza: 2 100 m

Dislivello: 370 m

Porte: 50

Tracciatore: Marius Mora (Francia)

#### Slalom speciale
| Pos. | Atleta              | Nazione        | Tempo   |
| ---- | ------------------- | -------------- | ------- |
| 1    | Marianne Jahn       | Austria        | 1:34,84 |
| 2    | Marielle Goitschel  | Francia        | 1:36,30 |
| 3    | Erika Netzer        | Austria        | 1:38,12 |
| 4    | Astrid Sandvik      | Norvegia       | 1:43,61 |
| 5    | Barbara Henneberger | Germania Ovest | 1:43,93 |
| 6    | Anne-Marie Leduc    | Francia        | 1:44,20 |
| 7    | Linda Meyers        | Stati Uniti    | 1:45,51 |
| 8    | Sieglinde Bräuer    | Austria        | 1:48,40 |
| 9    | Liselotte Michel    | Svizzera       | 1:49,55 |
| 10   | Marit Haraldsen     | Norvegia       | 1:50,61 |

Data: 14 febbraio

Pista: Le Mont

Lunghezza: 400 m

Dislivello: 150 m

1ª manche:

Ore: (UTC+1)

Porte: 50

Tracciatore: Rupert Suter (Svizzera)

2ª manche:

Ore: (UTC+1)

Porte: 51

Tracciatore: Marius Mora (Francia)

#### Combinata
| Pos. | Atleta              | Nazione        | Punti  |
| ---- | ------------------- | -------------- | ------ |
| 1    | Marielle Goitschel  | Francia        | 41,13  |
| 2    | Marianne Jahn       | Austria        | 44,78  |
| 3    | Erika Netzer        | Austria        | 48,33  |
| 4    | Barbara Henneberger | Germania Ovest | 89,36  |
| 5    | Linda Meyers        | Stati Uniti    | 121,03 |
| 6    | Traudl Hecher       | Austria        | 122,06 |
| 7    | Liselotte Michel    | Svizzera       | 137,08 |
| 8    | Barbara Ferries     | Stati Uniti    | 138,05 |
| 9    | Jean Saubert        | Stati Uniti    | 139,83 |
| 10   | Theres Obrecht      | Svizzera       | 162,10 |

Data: 11-17 febbraio

Classifica stilata attraverso i piazzamenti
ottenuti in discesa libera, slalom gigante e slalom speciale

## Medagliere per nazioni
| Pos. | Nazione        | Oro | Argento | Bronzo | Totale |
| ---- | -------------- | --- | ------- | ------ | ------ |
| 1    | Austria        | 6   | 4       | 5      | 15     |
| 2    | Francia        | 2   | 3       | 0      | 5      |
| 3    | Italia         | 0   | 1       | 0      | 1      |
| 4    | Stati Uniti    | 0   | 0       | 2      | 2      |
| 5    | Germania Ovest | 0   | 0       | 1      | 1      |